# Pfizer
Pfizer, Inc. (произносится «Файзер» /ˈfaɪzər/, официально «Пфайзер») — американская транснациональная компания, одна из крупнейших фармацевтических компаний мира. Компания производила самый популярный в мире препарат липитор (липримар, аторвастатин); этот препарат используется для снижения уровня холестерина в крови, за период с 1997 по 2012 год его было продано на 125 млрд долларов. Также компания продаёт следующие популярные лекарственные средства: лирика, дифлюкан, зитромакс, виагра, целебрекс, сермион, достинекс, чампикс. Акции компании Pfizer в 2004 году включены в базу расчёта Промышленного индекса Доу Джонса, а в 2020 году исключены из неё. Штаб-квартира расположена в Нью-Йорке, а главный исследовательский центр находится в Гротоне, штат Коннектикут.

## История
Pfizer получила название в честь американцев германского происхождения Чарльза Файзера (Карла Пфайзера) и Чарльза Эрхардта (из города Людвигсбург, Германия), которые основали фармацевтический бизнес в здании на перекрёстке Харрисон-авеню и Бартлет-стрит в Уильямсберге, Бруклин, в 1849 году. Они производили средство против паразитов, которое называлось «сантонин». Их продукция немедленно начала пользоваться успехом. Быстрый рост компании начался в 1880 году, когда они стали производить лимонную кислоту. Компания продолжала покупать собственность, чтобы расширить свою лабораторию и фабрику, в квартале, ограниченном улицами: Бартлет-стрит, Харрисон-авеню, Герри-стрит и Флашинг-авеню. Эти помещения всё ещё используются в качестве подсобных мастерских. Pfizer основал свою административную штаб-квартиру по адресу Мейден-Лейн, 81 на Манхэттене.
К 1910 году (к этому моменту продажи достигли 3 млн долларов) Pfizer стала считаться экспертом в технологии ферментации. Эти знания были использованы для массового производства пенициллина во время Второй мировой войны, по заявке правительства США. Этот антибиотик был очень нужен раненым солдатам союзных войск, скоро его начали называть «животворящим лекарством». Большая часть пенициллина, который получили союзные войска при высадке в Нормандии, была передана компанией Pfizer.
К 1950 году компания была представлена в Бельгии, Бразилии, Канаде, Кубе, Иране, Мексике, Панаме, Пуэрто-Рико, Турции и Великобритании.
В 80-е и 90-е годы XX века компания испытала период интенсивного роста, который был связан с изобретением и продажами новых популярных лекарств.
В 2000 году Pfizer объединилась с компанией Warner-Lambert и приобрела все права на препарат липитор (аторвастатин), до этого рынок этого препарата был поделён между компаниями Warner-Lambert и Pfizer. Warner-Lambert была расположена в городе Моррис Плейнс, Нью-Джерси, сейчас эта бывшая штаб-квартира стала крупной базой деятельности Pfizer. Большинство производственных мощностей, а также подразделение безрецептурных препаратов (Consumer Healthcare, выручка в 2005 году 3,87 млрд долларов) компании Pfizer были проданы компании Johnson & Johnson в июне 2006 года за 16,6 млрд $. Сделка включала такие бренды как Listerine, Visine, Neosporin, Zantac и Nicorette.
26 января 2009 года Pfizer купила фармацевтическую компанию Wyeth, стоимость сделки составила 68 млрд долларов. Сделка завершена в октябре 2009.
До 2014 года патентной защиты лишились такие бренды компании, как гипохолестеринемический препарат Lipitor, гипотензивное средство Norvasc, препарат для лечения эректильной дисфункции Viagra и средство для лечения глаукомы Xalatan. Ежегодный консолидированный объём продаж этих лекарственных средств составлял 16,7 млрд долларов.
23 ноября 2015 года Pfizer договорилась с ирландской компанией Allergan о слиянии, которое стало бы крупнейшим за всю историю отрасли. Сумма сделки оценивалась в 160 млрд долларов. 6 апреля 2016 года компании объявили, что отказались от сделки, Pfizer заплатил ирландской компании около 400 млн долларов за издержки. От сделки отказались под давлением Казначейства США и администрации президента США в рамках борьбы с уклонением от уплаты корпоративного налога; в случае заключения сделки объединённая компания была бы зарегистрирована в Ирландии и не платила налоги в США.
В январе 2017 года Pfizer вошла в состав глобального терапевтического сообщества Milner Therapeutics Consortium, целью которого является обмен научными данными между производителями лекарств и научно-исследовательскими организациями.
В августе 2018 года компания заключила договор о сотрудничестве с немецкой BioNTech с целью разработки новых вакцин для профилактики гриппа. Сумма инвестиций в проект составит 425 млн долларов.
В декабре 2018 года объявлено о создании совместного с GlaxoSmithKline предприятия на базе безрецептурных бизнесов. Доля Pfizer будет составлять 32 %.
В 2019 году Pfizer и Mylan объявили, что новая компания, которая будет образована в результате объединения Mylan и бизнес-подразделения Pfizer Upjohn, будет называться Viatris.
В 2021 году за 6,7 млрд долларов была куплена компания Arena, специализирующаяся на препаратах для лечения желудочно-кишечного тракта. Выручка за 2021 год составила 81,3 млрд долларов, что почти вдвое больше показателя 2020 года; такой рост обеспечило начало продажи Comirnaty, вакцины от COVID-19

## Собственники и руководство
В 2019 году пост генерального директора занял Альберт Бурла (Albert Bourla), ранее занимавший должность главного операционного директора; с 2020 года он является также и председателем совета директоров. До 2018 года Бурла возглавлял подразделение Pfizer Innovative Health, в том числе участвовал в несколько ключевых сделках по продвижению портфелей препаратов Pfizer по направлениям онкология, ревматология и иммунология, вакцины и редкие заболевания.

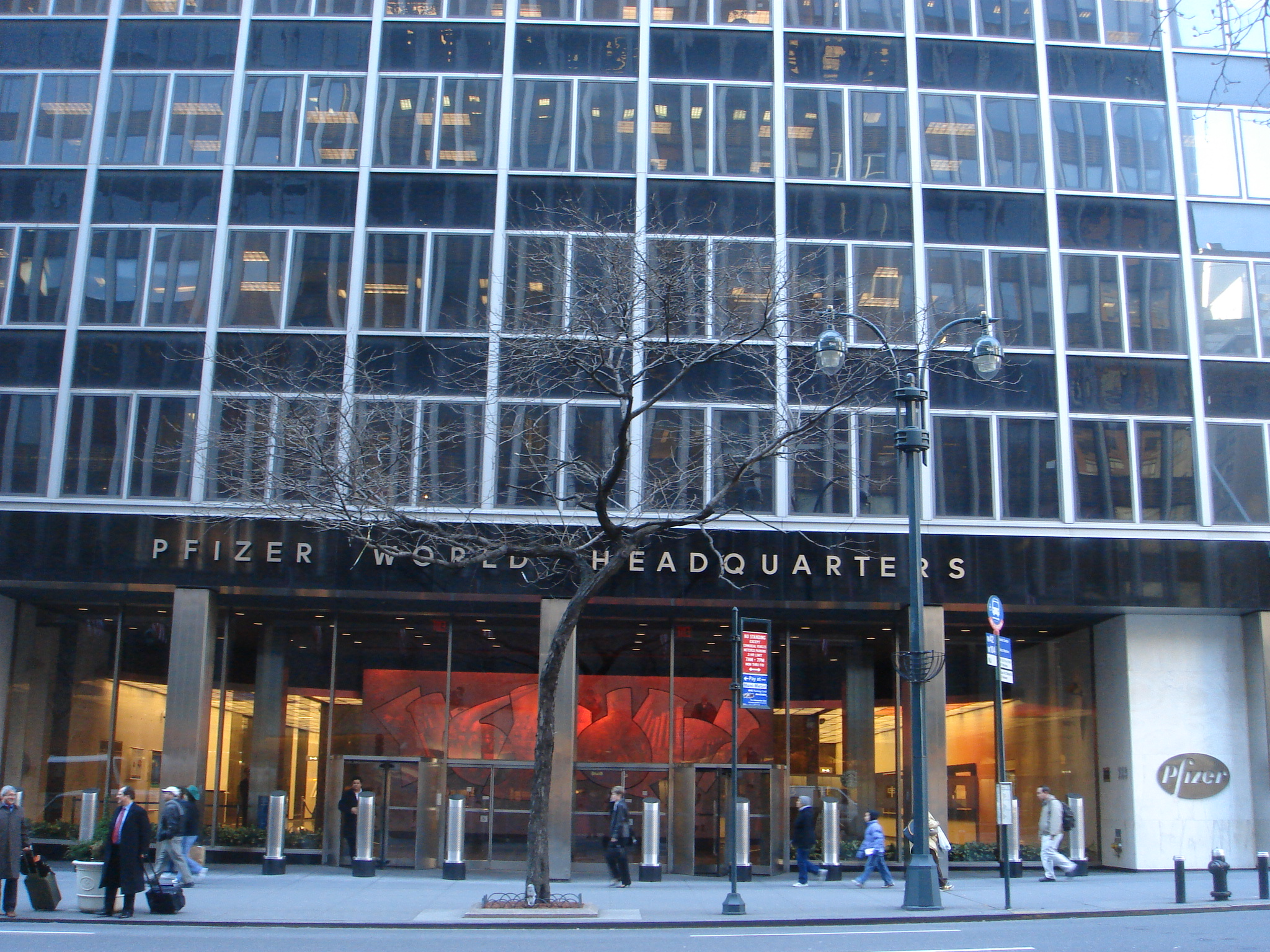
Штаб-квартира в Нью-Йорке на 42 улице.

## Акционеры
Институциональным инвесторам принадлежит 66,45 % акций Pfizer. Крупнейшие из них на конец 2021 года:
- The Vanguard Group, Inc (8,3 %)
- BlackRock (7,3 %)
- State Street Corporation (5,1 %)
- Capital World Investors (4,2 %)
- Wellington Management Group (3,9 %)
- Geode Capital Management (1,8 %)
- Northern Trust Corporation (1,2 %)
- Bank Of America Corporation (1,0 %)

## Деятельность
Pfizer является разработчиком и производителем препарата виагра, производство которого осуществляется на заводах компании, расположенных в США, Великобритании, Франции, Италии, Голландии, Германии, Турции (всего — в 46 странах мира).
Имеются представительства более чем в 100 странах мира, в том числе в России. Крупнейшими рынками для компании являются США (37 % выручки) и Япония (9 % выручки). Продукция сбывается в основном крупным посреднические компаниям, таким как McKesson (9 % выручки), AmerisourceBergen (7 %) и Cardinal Health (5 %).
По данным британского информационно-издательского агентства URCH Publishing, Pfizer — лидер мирового фармацевтического рынка (2007 год) с рыночной долей в 6,2 % (ближайшие конкуренты: GSK — 5,4 %, Roche — 4,3 %).
|                | 2000…  | 2005…  | 2010  | 2011  | 2012  | 2013  | 2014  | 2015  | 2016  | 2017  | 2018  | 2019  | 2020  | 2021  | 2022  |
| -------------- | ------ | ------ | ----- | ----- | ----- | ----- | ----- | ----- | ----- | ----- | ----- | ----- | ----- | ----- | ----- |
| Оборот         | 25,96… | 51,30… | 67,81 | 61,04 | 54,66 | 51,58 | 49,6  | 48,85 | 52,82 | 52,55 | 53,65 | 51,75 | 41,91 | 81,29 | 100,3 |
| Чистая прибыль | 3,726… | 8,085… | 8,257 | 7,86  | 9,021 | 11,41 | 9,119 | 6,975 | 7,215 | 21,31 | 11,15 | 16,27 | 9,616 | 21,98 | 31,37 |
| Активы         | 33,51… | 117,6… | 195   | 184,6 | 183   | 170,4 | 167,6 | 167,5 | 171,6 | 171,8 | 159,4 | 167,5 | 154,2 | 181,5 | 197,2 |

### Препараты с наибольшим объёмом продаж в 2021 году[4]
- Comirnaty — $36,78 млрд (вакцина от COVID-19)
- Эликвис (Eliquis) — $5,97 млрд (предотвращение образования тромбов)
- Ибранс (Ibrance) — $5,44 млрд (рак молочной железы)
- Превенар (Prevnar) — $5,27 млрд (заболевания, вызываемые пневмококком)
- Яквинус (Xeljanz) — $2,46 млрд (ревматоидный артрит)
- Виндамакс (Vyndaqel/Vyndamax) — $2,02 млрд (амилоидоз)
- Кстанди (Xtandi, Enzalutamide) — $1,19 млрд (простатит)
- Инлита (Inlyta, Axitinib) — $1,0 млрд (метастатический почечно-клеточный рак)

### Pfizer в России
В 2008 году учреждено юридическое лицо ООО «Пфайзер» и открыт первый склад продукции компании в России (в 12 км от МКАД). Собственного производства в России нет.
В 2011 году в рамках инвестиционной стратегии компания Pfizer заключила соглашение о производстве вакцины для профилактики пневмококковой инфекции на производственном комплексе российской биофармацевтической компании НПО «Петровакс Фарм». В 2015 году компания завершила передачу НПО «Петровакс Фарм» технологий полного фармацевтического цикла. НПО «Петровакс Фарм» было официально признано российским производителем вакцины. В мире всего 5 стран осуществляют выпуск готовой лекарственной формы данной пневмококковой вакцины по полному циклу фармацевтического производства.
C 2012 года компания реализует программу «Больше, чем образование», в рамках которой проводит образовательные модули для студентов Санкт-Петербургской государственной химико-фармацевтической академии, Витебского государственного ордена Дружбы народов медицинского университета и Казахского национального медицинского университета имени С. Д. Асфендиярова.
В 2017 году генеральным директором компании Pfizer в России назначен Эрик Патруйярд.
В ноябре 2018 года на мощностях завода НТФФ «Полисан» в Санкт-Петербурге запущено производство препарата для лечения ревматоидного артрита «Яквинус» (тофацитиниб).

### Вакцина против COVID-19
В 2020 году компанией BioNTech при сотрудничестве с Pfizer и Fosun Pharma была разработана вакцина против COVID-19 на базе мРНК BNT162b2. Международное непатентованное наименование — тозинамеран (англ. tozinameran).
В ноябре 2021 года компания начала разрабатывать новую вакцину. Это связано с появлением нового штамма коронавируса «Омикрон».

## Скандалы, нарушения и суды
В 1996 году в результате незаконного испытания препарата Trovan в Нигерии (штат Кано) погибло 11 детей, несколько десятков стали инвалидами. В отношении Pfizer было возбуждено уголовное дело, которое завершилось мировым соглашением. В дальнейшем иски к компании подали 546 человек. В итоге эксперты установили вину компании в гибели четверых детей (их семьям были выплачены компенсации по 175 тысяч долларов).
В 1999 году в журнале Journal of the American Medical Association (JAMA) получил огласку случай, когда компания Pfizer сфальсифицировала серию клинических испытаний противогрибкового препарата флуконазола и отказалась предоставить исследователям данные, необходимые для анализа. Даже после того как заместитель главного редактора JAMA призвал компанию к ответу, она отказалась давать по этому поводу свои комментарии. Данные события получили освещение на первой полосе газеты The New York Times.
Компании Pfizer было предъявлено более 3000 судебных исков в связи с незаконными действиями при маркетинге целекоксиба и валдекоксиба — препаратов группы НПВС, более опасных, чем старые НПВС. В 2004 году компания послала открытое письмо датским врачам, в котором утверждалось, что Pfizer пересмотрела результаты клинических испытаний целекоксиба, проведённых на более чем 400 000 пациентов, и не выявили признаков того, что препарат повышает риск сердечно-сосудистых эффектов. Штраф за эту дезинформацию составил 2000 долларов. В 2012 году адвокаты инвесторов обвинили компанию в том, что она незаконно уничтожила документы по разработке целекоксиба и валдекоксиба и усугубила ситуацию, совершив ложные заявления о существовании централизованной базы данных. Представители компании отрицали существование электронных баз данных, содержащих миллионы файлов о лекарствах, и заявили, что такая база существует лишь в воображении истцов. Однако впоследствии должностные лица компании признали существование такой базы.
В 2004 году Pfizer, признав себя виновной в двух преступлениях, заплатила 430 млн долларов, чтобы урегулировать обвинения в мошенническом рекламировании противоэпилептического препарата нейронтина (габапентин) по неодобренным показаниям. В 2003 году продажи этого препарата составили 2,7 млрд долларов, и около 90 % продаж было офф-лейбл.
В сентябре 2009 года в США компания Pfizer была оштрафована на рекордную среди американских фармацевтических компаний сумму 2,3 млрд долларов за ненадлежащую рекламу четырёх препаратов: болеутоляющего Bextra, атипичного нейролептика Geodon (зипрасидон, в РФ продаётся под названием зелдокс), противоэпилептического средства Lyrica (прегабалин) и антибиотика Zyvox. Дочернее предприятие компании признало, что неверно маркировало лекарства «с намерением обмануть или ввести в заблуждение». С Pfizer по суду взыскали 1 млрд долларов штрафа за то, что она давала взятки сотрудникам здравоохранения, чтобы те выпускали эти лекарства на рынок. Шесть из этих сотрудников получили 102 млн долларов.
В 2010 году суд присяжных признал, что компания Pfizer нарушила федеральный закон об организациях, ведущих рэкет и коррупцию, и должна заплатить для возмещения ущерба 142 млн долларов. Присяжные также пришли к выводу, что Pfizer участвует в рэкете в течение последних 10 лет.
В 2011 году Япония официально приостанавливала использование вакцины от пневмонии и менингита производства Pfizer в связи со смертью четырёх детей в возрасте от полугода до двух лет, произошедшей в течение трёх дней после вакцинации.
В августе 2012 года в США Pfizer была оштрафована на 60 млн долларов. Комиссия по ценным бумагам и биржам обвинила компанию во взяточничестве и нарушении закона о противодействии коррупции за рубежом (в России и Казахстане). Выяснилось, что две дочерние компании Pfizer в период с 1997 по 2006 годы потратили более 2 млн долларов на взятки, проходившие в отчётах как расходы на маркетинг. Кроме того, в России сотрудники предприятий, покупавших препараты Pfizer, могли рассчитывать на «премию» в 5 % от суммы сделки. Данные махинации дочерние предприятия пытались скрыть от материнской компании, в своём официальном заявлении Pfizer утверждала, что если бы руководство знало о методах «дочек», то никогда бы не одобрило их.
Начиная с 2014 года Министерство здравоохранения РФ обвиняют в том, что условия проведения тендера по приобретению вакцин от пневмококка для использования в мероприятиях Национального календаря профилактических прививок искусственно скорректированы для победы на них препарата, поставляемого Pfizer. Самому концерну Pfizer были предъявлены претензии в том, что компания «получает в нарушение существующих законодательных и других норм сертификат соответствия на вакцину „ФСМЕ-Иммун“», оформляя результаты тестирования лекарства не через надлежащую организацию. Само включение прививок от пневмококка в Национальный календарь профилактических прививок также было названо неправомерным и противоречащим рекомендациям ВОЗ. По мнению Роспотребнадзора, «уровень диагностики пневмококковой инфекции в Российской Федерации пока недостаточен, а данные её статистического учёта не отражают истинного уровня заболеваемости».
В 2015 году управление по защите конкуренции и рынкам Великобритании обвинило Pfizer в незаконном повышении цен на препарат против эпилепсии, продаваемый системе медицинского обслуживания Великобритании, в 25—27 раз.
В начале 2016 года российская пресса обвинила Pfizer в неэтичных действиях, направленных на монополизацию рынка и вытеснение с него препаратов отечественного производства «Сеалекс» и «Аликапс», повышающих мужскую потенцию и конкурирующих с поставляемым Pfizer препаратом виагра. Pfizer также обвиняли в том, что она инициировала и профинансировала разработку Роспотребнадзором некорректной методики по определению фармсубстанций в БАД, корректирующих эректильную дисфункцию у мужчин, официальное утверждение которой происходило с многочисленными нарушениями.
В июле 2021 года компанию оштрафовали на 260 млн фунтов стерлингов за завышение цен на препарат гидрокортизон. Цены на него выросли больше чем на 2600 процентов. Компания платила потенциальным конкурентам, чтобы те не выходили на рынок, и, оставаясь единственным поставщиком, повышала цену препарата.
В ноябре 2021 года, со ссылкой на региональных руководителей компании Ventavia Research Group, участвовавшей в проведении клинических испытаний вакцины Pfizer, британский научный журнал BMJ опубликовал расследование о нарушениях в ходе клинических испытаний вакцины Pfizer.

## Награды
- Национальная медаль США в области технологий и инноваций (2025)[63]